# Vysokaja Gora
Vysokaja Gora (in russo Высокая Гора?; in tartaro: Biektaw, Биекта́у) è un villaggio che si trova nella Repubblica autonoma del Tatarstan, in Russia. È il centro amministrativo del distretto Vysokogorskij.
Il villaggio si trova 20 km a nord-est di Kazan'.